# Sakura Andō
Sakura Andō (安藤 サクラ?, Andō Sakura; Tokyo, 18 febbraio 1986) è un'attrice giapponese.

## Biografia
Figlia dell'attore Eiji Okuda e della saggista Kazuko Andō, a sua volta nipote del Primo ministro Inukai Tsuyoshi e cugina della diplomatica Sadako Ogata, è sorella della regista Momoko Andō. È nota soprattutto per il ruolo dell'antagonista Koike in Love Exposure (2008) di Sion Sono e quello di Nobuyo Shibata in Un affare di famiglia (2018) di Hirokazu Kore'eda.
È sposata dal 2012 con l'attore Tasuku Emoto, figlio dell'attore Akira Emoto.

## Filmografia

### Cinema
- Kaze no sotogawa, regia di Eiji Okuda (2007)
- Oretachi ni asu wa naissu, regia di Yuki Tanada (2008)
- Love Exposure (Ai no mukidashi), regia di Sion Sono (2008)
- Make the Last Wish, regia di Sion Sono (2009)
- Tsumitoka batsutoka, regia di KERA (2009)
- Shikisoku Generation, regia di Tomorowo Taguchi (2009)
- Kuhio taisa, regia di Daihachi Yoshida (2009)
- Torso, regia di Yutaka Yamazaki (2009)
- Bokura wa aruku, tada soredake, regia di Ryūichi Hiroki (2009)
- Kenta to Jun to Kayo-chan no kuni, regia di Tatsushi Ōmori (2009)
- Subete wa umi ni naru, regia di Akane Yamada (2010)
- SR: Saitama no rappā 2 - Joshi rappā ☆ Kizu-darake no raimu, regia di Yū Irie (2010)
- Sweet Little Lies, regia di Hitoshi Yazaki (2010)
- Teto, regia di Hiroshi Gokan (2010)
- Kazoku no kuni, regia di Yang Yong-hi (2012)
- Ai to Makoto, regia di Takashi Miike (2012)
- Sono yoru no samurai, regia di Masaaki Akahori (2012)
- Kīroi zō, regia di Ryūichi Hiroki (2013) - voce
- Petal Dance, regia di Hiroshi Ishikawa (2013)
- Kyōko to Shūichi no baai, regia di Eiji Okuda (2013)
- Ieji, regia di Nao Kubota (2014)
- Thermae Romae II, regia di Hideki Takeuchi (2014) - voce
- Haru wo seotte, regia di Daisaku Kimura (2014)
- 0.5 miri, regia di Momoko Andō (2014)
- Otoko no isshō, regia di Ryūichi Hiroki (2014)
- Hyakuen no koi, regia di Masaharu Take (2014)
- Shirakawa yofune, regia di Shingo Wakagi (2015)
- Dias Police: Dirty Yellow Boys, regia di Kazuyoshi Kumakiri (2016)
- Shimajima kaisha, regia di Kaze Shindō (2016)
- Tsuioku, regia di Yasuo Furuhata (2017)
- Okuda Tamio ni naritai Boy to deau otoko subete kuruwaseru Girl, regia di Hitoshi Ōne (2017)
- Destiny: Kamakura monogatari, regia di Takashi Yamazaki (2017)
- Un affare di famiglia (Manbiki kazoku), regia di Hirokazu Kore'eda (2018)
- Yōkai daisensō gādianzu, regia di Takashi Miike (2021)
- Korosuna, regia di Akira Inoue (2022)
- Aru otoko, regia di Kei Ishikawa (2022)
- L'innocenza (Kaibutsu), regia di Hirokazu Kore'eda (2023)
- Godzilla Minus One, regia di Takashi Yamazaki (2023)
- L'immaginario, regia di Yoshiyuki Momose (2024) - voce

### Televisione
- Honto ni atta kowai hanashi – serie TV, episodio 2x05 (2005)
- Q.E.D.: Shōmei shūryō – serie TV, episodio 1x09 (2009)
- Chance!: Kanojo ga seikō shita riyū – serie TV, 2 episodi (2009)
- Ohisama – serie TV, 4 episodi (2011)
- Soredemo, ikite yuku – serie TV, 11 episodi (2011)
- Penance (Shokuzai) – miniserie TV, 5 puntate (2012)
- Ataru – serie TV, episodio 1x04 (2012)
- Shoten-in Michiru no minoue-banashi – serie TV, 10 episodi (2013)
- Karamazov no kyōdai – serie TV, 9 episodi (2013)
- Shomuni – serie TV, 10 episodi (2013)
- Naruto: Shippuden – serie TV, 4 episodi (2015) - voce
- Yutori desu ga nani ka – serie TV, 10 episodi (2016)
- Mamagoto – serie TV, 8 episodi (2016)
- Manpuku – serie TV, 151 episodi (2018-2019)
- Mahō × senshi majimajo pyuāzu! – serie TV, 51 episodi (2018-2019) - voce
- Beastars – serie TV, 2 episodi (2019) - voce
- Trigun Stampede – serie TV, (2023) - voce

## Riconoscimenti
- Asian Film Awards
  - 2010 – Candidatura alla miglior attrice non protagonista per Kenta to Jun to Kayo-chan no kuni
  - 2019 – Candidatura alla miglior attrice per Un affare di famiglia
- Awards of the Japanese Academy
  - 2015 – Candidatura alla miglior attrice per 0.5 miri
  - 2016 – Miglior attrice per Hyakuen no koi
  - 2019 – Miglior attrice per Un affare di famiglia
- Boston Society of Film Critics Awards
  - 2018 – Candidatura alla miglior attrice per Un affare di famiglia
- Florida Film Critics Circle Awards
  - 2018 – Miglior attrice per Un affare di famiglia
- Mainichi Film Concours
  - 2013 – Miglior attrice non protagonista per Ai to Makoto
  - 2015 – Miglior attrice per 0.5 miri
  - 2018 – Miglior attrice per Un affare di famiglia
- Nikkan Sports Film Awards
  - 2018 – Miglior attrice per Un affare di famiglia
- Yokohama Film Festival
  - 2010 – Miglior attrice non protagonista per Love Exposure, Kuhio taisa e Tsumitoka batsutoka

## Doppiatrici italiane
Nelle versioni in italiano nelle opere in cui ha recitato, Sakura Andō è stata doppiata da:
- Daniela Calò in Un affare di famiglia
- Gea Riva in Godzilla Minus One
- Chiara Gioncardi in L'innocenza

Da doppiatrice è sostituita da:
- Martina Felli in L'immaginario